# Willi Kropp
Willi Kropp (* 3. November 1899 in Grünberg; † 8. August 1961 in Weimar) war ein deutscher, kommunistischer Politiker (KPD/SED), Hochschullehrer und Journalist in der DDR.

## Leben
Als Sohn eines Kaufmanns und einer Bäuerin wurde Willi Kropp 1899 in Grünberg in der Nähe von Gießen geboren. Als Jugendlicher war Kropp in der Wandervogelbewegung aktiv. 1914 und 1915 war er Volontär in einer Hamburger Buchhandlung und erlernte den Beruf des Buchhändlers. 1915 und 1916 begann Kropp eine landwirtschaftliche Lehre auf einem hessischen Gut. 1917 wurde er Volontär der Gartenbaugenossenschaft Eden bei Oranienburg. 1918 kämpfte Kropp im Ersten Weltkrieg und wurde Unteroffizier. 1919 und 1920 lebte er in einer Landkommune in der Nähe der Edertalsperre. 1920 ging Kropp ins Ruhrgebiet und arbeitete bis 1922 als Hilfsschlepper in einer Zeche bei Bochum. 
Kropp wurde 1920 Mitglied des Kommunistischen Jugendverbandes Deutschlands (KJVD) und der KPD. 1921 bis 1923 war er Bildungsobmann der KPD im Ruhrgebiet und Mitglied der Bezirksleitung Hessen-Frankfurt und leitete eine KJVD-Ortsgruppe in Darmstadt. Im Juni 1923 wurde Kropp von der französischen Geheimpolizei verhaftet und einen Monat später von einem Militärgericht wegen „antimilitaristischer Tätigkeit gegen die französischen Truppen“ zu einem Jahr Gefängnis verurteilt, die er im Zuchthaus Diez/Lahn absaß. 
Nach seiner Haftentlassung wurde er im September 1924 Leiter einer KPD-Buchhandlung und des Literaturvertriebs der KPD erst in Frankfurt am Main, dann in Stuttgart. 1924 und 1925 war Kropp Mitglied der KPD-Bezirksleitung Württemberg. 1925 kehrte er zurück ins Ruhrgebiet und wurde Geschäftsführer der Niederrheinischen Arbeiterzeitung in Duisburg und erster Redakteur der Zeitung Ruhrecho. Ende 1929 wurde Kropp erneut verhaftet und im April 1930 wegen „Hochverrat“ zu zwei Jahren Festungshaft verurteilt. Kropp konnte fliehen und lebte einige Monate in der Sowjetunion, wo er Redakteur der Deutschen Zentralzeitung in Moskau war. Im Mai 1931 kehrte Kropp nach Deutschland zurück, stellte sich den Behörden und saß die Strafe bis Januar 1933 in der Festung Darmstadt ab.
Nach seiner Entlassung leitete Kropp die Abteilung Agitprop der KPD Berlin-Brandenburg und war Mitglied des Zentralkomitees der KPD. Am 4. Mai 1933 wurde Kropp erneut verhaftet, schwer misshandelt und im Konzentrationslager Sonnenburg interniert. Im September 1934 wurde Kropp entlassen und wurde Mitglied der illegalen KPD-Leitung. Im Dezember 1934 ging Kropp in die Emigration nach Frankreich, 1935 in die Sowjetunion. Dort arbeitete er bis 1940 als persönlicher Sekretär von Wilhelm Florin, war Leiter des Thälmann-Komitees der KPD-Führung und Referent für Skandinavien in der Kommunistischen Internationale. Anfang 1941 arbeitete Kropp beim Verlag fremdsprachige Literatur und studierte an der Hochschule der Kommunistischen Internationale in Kuschnarenkowo und anderen Parteischulen. 
Ende 1941 wurde Kropp in die Stadt Ufa evakuiert und wurde dort Propagandist bei deutschen Kriegsgefangenen. 1943 wurde er Oberkommissar in einem Lager am mittleren Ural und Lehrer an der Kriegsgefangenenschule in Krasnogorsk. 1944 wurde Kropp unter dem Decknamen Willi Keller Lektor an der Parteischule der KPD in Moskau.

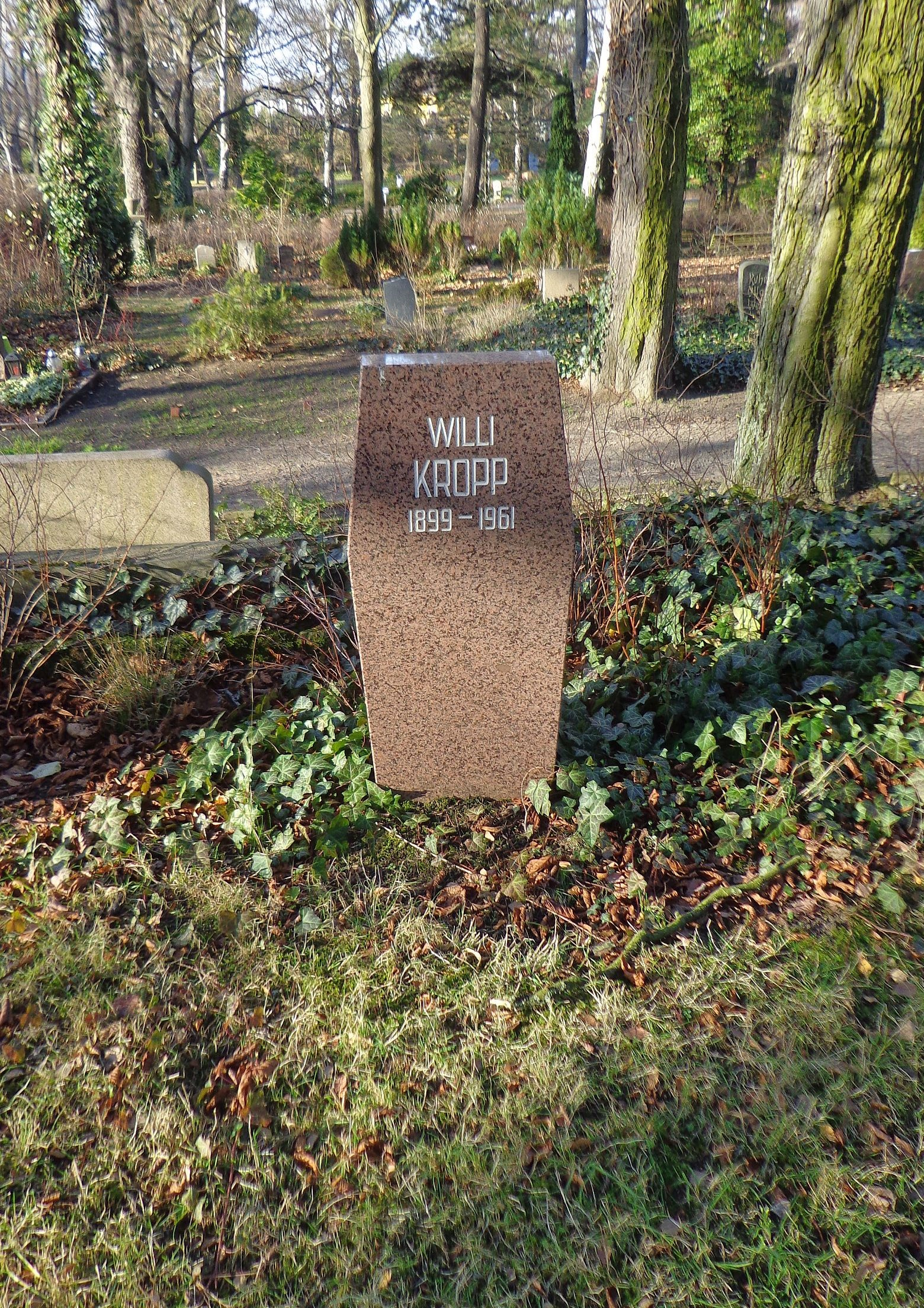
Grabstätte

Am 28. Mai 1945 kehrte Kropp nach Deutschland zurück. Er wurde zur Verstärkung der Gruppe Sobottka nach Mecklenburg geflogen. Im Juni 1945 wurde Kropp Leiter der Abteilung Kultur und Schulung der KPD-Landesleitung Mecklenburg in Schwerin. Nach Differenzen mit Gustav Sobottka wurde Kropp im September nach Berlin versetzt. Willi Kropp war bis März 1947, gemeinsam mit Carl Bose von der SPD, erster Leiter der SED-Parteihochschule „Karl Marx“ in Liebenwalde. Im Herbst 1947 wurde Kropp abberufen und wurde Direktor der Deutschen Verwaltungsakademie in Forst Zinna.
Am 9. August 1951 erhielt Kropp eine Rüge wegen „parteischädigenden Verhaltens“ und wurde seiner Posten enthoben. Kropp hatte den Beschluss des Zentralkomitees (ZK) der SED über das Verbot des Betretens West-Berlins ignoriert. Ab 1951 arbeitete Kropp als Redakteur der DDR-Nachrichtenagentur Allgemeiner Deutscher Nachrichtendienst (ADN) und später als Ressortleiter bei der Tageszeitung Neues Deutschland. Im September 1955 wurde Kropp zum Professor der FDGB-Hochschule Bernau berufen und erhielt den Lehrstuhl für historischen Materialismus. 
Kropp starb 1961 in Weimar. Seine Urne wurde in der Grabanlage Pergolenweg der Gedenkstätte der Sozialisten auf dem Berliner Zentralfriedhof Friedrichsfelde beigesetzt.

## Ehrungen
- 1955: Banner der Arbeit